# Armata macrospora
Armata macrospora är en svampart som först beskrevs av W. Yamam., och fick sitt nu gällande namn av W. Yamam. 1958. Armata macrospora ingår i släktet Armata och familjen Micropeltidaceae.   Inga underarter finns listade i Catalogue of Life.